# Rona Hartner
Pour les articles homonymes, voir Hartner.
Rona Hartner, née le 9 mars 1973 à Bucarest et morte le 23 novembre 2023 à Toulon,,, est une actrice, chanteuse et compositrice franco-roumaine d’origine allemande.

## Biographie
Née le 9 mars 1973 à Bucarest, elle est fille d'ingénieurs. Après la révolution roumaine, elle suit des cours de musique (de 1991 à 1992) puis d’art dramatique jusqu’en 1996 à l’université de Bucarest. En 1996, elle rencontre le metteur en scène Tony Gatlif venu faire un casting pour son film, Gadjo dilo. Elle décroche le premier rôle et sa performance aux côtés de Romain Duris lui vaut une nomination pour le César du meilleur espoir féminin, et plusieurs récompenses, dont le prix d'interprétation féminine au festival du film de Locarno en 1997, et le prix Michel-Simon en 1999.
Entre 1991 et 1999, elle joue au théâtre, principalement des pièces modernes, mais également classiques, telles que Richard III de Shakespeare, en 1997. En 1997, elle déménage en France. En 2009, elle joue dans La Célestine au Vingtième Théâtre, à Paris, aux côtés de Biyouna et Luis Rego, entre autres.
À partir de 1998, elle participe à des enregistrements de disques. En 2013, avec DJ Tagada pour l'album Gypsy Therapy, puis en 2015 avec le Zuralia Orchestra, elle défend un album très personnel : The Balkanik Gospel.
Elle est naturalisée française en 2010.[réf. nécessaire]
En 2012, elle se forme à l'ACP La Manufacture Chanson[réf. nécessaire].
En 2013, elle s'engage contre la loi Taubira autorisant l'adoption des enfants par les couples homosexuels, considérant qu'un enfant a besoin d'un père et d'une mère : elle chante lors d'un rassemblement de La Manif pour tous, sur le Champ-de-Mars (Paris), le 13 janvier.
Rona Hartner participe en 2017 à l'émission de télévision Uite cine dansează (Danse avec les stars roumain), mais se blesse et doit être remplacée.
Rona Hartner meurt à Toulon le 23 novembre 2023, à l'âge de 50 ans, des suites d'un cancer du poumon et du cerveau,.

## Musique
Rona Hartner joue du saxophone, de la guitare et du piano. Elle participe aux albums suivants : 
- Disparaîtra (1998)
- You're More Than That avec David Lynch à la guitare (1999)
- Anapoda, disponible sur l'album Spaced d'Alif Tree
- Coyette Ducensco, Gomez & Dubois avec la participation de Rona Hartner (2002)
- Bucovina Club Remix, avec DJ Shantel et DJ Click (2005)
- Boum Ba Clash Album avec DJ Click (2005)
- JaDORe (2006)
- Nationalité Vagabonde (2008)
- On n'est pas là pour se faire engueuler !, album hommage à Boris Vian (2009). Reprise de L'Âme slave
- Natura (2011)
- Gypsy Therapy, avec Dj Tagada (2013)
- Mythologie, duo avec Féloche sur l'album Silbo (2013)
- The Balkanik Gospel (2015)
- Sell Fish, avec Dj Tagada (2018)

## Filmographie
- 1993 : Trancers 4 & 5 de David Nutter : Tessa
- 1994 : Terente
- 1994 : Last Gasp
- 1995 : Ophelia
- 1995 : Nekro de Nicolas Masson : Ioana
- 1996 : Signes dans le néant de Nicolas Masson
- 1996 : Asphalt Tango de Nae Caranfil
- 1997 : Gadjo dilo de Tony Gatlif : Sabina
- 1998 : Je suis né d'une cigogne de Tony Gatlif : Louna
- 1998 : Les Grands Enfants, téléfilm de Denys Granier-Deferre : Natalie
- 1998 : Double Extasy de Iulian Mihu
- 1999 : Vive la mariée... et la libération du Kurdistan de Hiner Saleem
- 1999 : Cours toujours de Dante Desarthe : Nina
- 1999 : Sexy Harem Ada Kaleh de Mircea Mureşan
- 2000 : Sauve-moi de Christian Vincent : Agatha
- 2000 : Mischka de Jean-François Stévenin : Joli cœur
- 2006 : Le Manifeste de l'appoggiature
- 2002 : Le Divorce de James Ivory : Magda Tellman
- 2002 : Le Temps du loup de Michael Haneke : Arina
- 2003 : Maria de Călin Peter Netzer : Nuti
- 2004 : Visions de l'Europe (séquence Paris by night) réalisation : collectif : (segmentParis by Night)
- 2005 : Travaux, on sait quand ça commence... de Brigitte Roüan : Rona
- 2006 : Madame Irma de Didier Bourdon et Yves Fajnberg : la liseuse de pieds
- 2007 : Tombé d'une étoile de Xavier Deluc
- 2008 : Baïnes court-métrage de Salomé Stévenin
- 2011 : Poulet aux prunes de Marjane Satrapi et Vincent Paronnaud : Soudabeh, l'épouse d'Abdi
- 2015 : Des milliards de toi mon poussin de Mathilde Laconche : Rita
- 2016 : Le Correspondant de Jean-Michel Ben Soussan : mère Sasha
- 2023 : Le Petit Blond de la Casbah d'Alexandre Arcady : Pierrette

## Documentaire
- 2021 : À la rencontre de l'âme roumaine, documentaire de Geoffroy de La Tullaye.

## Publication
- Rona Hartner et Guillem Amaury, Je te donnerai un vrai bonheur, Salvator, 2019, 160 p.  (ISBN 2706717904).

## Distinctions
Sauf indication contraire, les informations mentionnées dans cette section peuvent être confirmées par la base de données cinématographiques IMDb,  présente dans la section « Liens externes ».

### Récompenses
- Festival de Locarno 1997 : prix d'interprétation féminine, Léopard de bronze pour Gadjo dilo[5],[10]
- Prix de la meilleure actrice pour Gadjo dilo au festival du film international de Bruxelles de 1998
- Prix Michel-Simon 1999 pour Gadjo dilo

### Nominations
- César 1999 : meilleur espoir féminin pour Gadjo dilo[4]